# جامعة غدانسك التقنية
جامعة غدانسك التقنية (باللغة البولندية Politechnika Gdańska) هي جامعة بحثية عامة في مدينة غدانسك البولندية.
تأسست الجامعة في سنة 1904؛ ثم بدأ العمل في ترميمها سنة 1945 بعد انتهاء الحرب العالمية الثانية.
تعد هذه الجامعة أقدم جامعة تقنية في بولندا، وهي تتضمن ثمان كليات، وتبلغ مساحة الحرم الجامعي 80 هكتار.